# 文講
文講（1924年5月12日—2013年5月9日），真名吳文講，一位創作多種類型音樂的越南音樂家。

## 生平
1924年5月12日文講出生於順化一個有音樂傳統的中產階級家庭。他的祖父是一位古樂音樂家。文講從小就表現出了音樂天賦。他開始練習曼陀林琴，然後是吉他。
文講的第一個活動是18歲時與朋友阮文商、黎光樂一起參加音樂會。1944年左右，效法北方《阿彌陀佛》的作者沈瑩，文講與音樂家阮友波一起在順化倡導和發展佛教音樂。